# ケイコーポレーション
株式会社ケイコーポレーションは、岡山県浅口市に本社を置くレストラングループ。「かもがた亭」「かもがた茶屋」「岡山旬や」などを展開する。また岡山県域を中心とした地域における甲羅本店のフランチャイジーでもある。

## 沿革
以下沿革は公式サイトより
- 1892年（明治25年） - 広島県尾道市で、恵谷卯太郎が米穀商「恵谷商店」を創業。
- 1947年（昭和22年） - 製粉・製麺業を開始。
- 1949年（昭和24年） - 精麦業を開始。
- 1951年（昭和26年） - 株式会社恵谷商店へ法人化。
- 1966年（昭和41年）4月11日 - 浅口郡鴨方町（現・浅口市）にて、ドライブイン「モーテルかもがた」を開店。
- 1991年（平成 3年）7月23日 - 「かもがた茶屋」第一号の倉敷平田店を開店。
- 1991年（平成 3年） - 株式会社ケイコーポレーションへ社名変更。
- 1995年（平成 7年）1月23日 - 株式会社エーパートナーズを共同で設立。岡山・兵庫・広島・(一部)地区担当となる。
- 2001年（平成13年） - 法人化50周年。
- 2004年（平成16年） - 浅口郡鴨方町(現・浅口市)へ本社社屋を新築[1]。

## 店舗
かもがた亭
本店
一宮店
かもがたちゃんぽん
焼肉ハウスかもがた
かもがた茶屋
岡山高柳店
倉敷平田店
旬や
岡山旬や
倉敷旬や
炙り料理 桃の箸

元気もん

甲羅
岡山甲羅本店
倉敷甲羅本店
福山甲羅本店
和牛焼肉牛八
岡山店
倉敷店
麦とろ屋 たんくら
備中倉敷 瀬戸内庵

### かつて存在した店舗
カルビ市場　倉敷西岡店
さすが屋
一宮店：かもがた亭一宮店に転換